# Tsararano (Marovoay)
Tsararano est une commune rurale malgache située dans la partie centre-est de la région de Boeny.